# Orobanche mupinensis
Orobanche mupinensis là loài thực vật có hoa thuộc họ Cỏ chổi. Loài này được Hu mô tả khoa học đầu tiên năm 1939.